# Oggau am Neusiedler See
Oggau am Neusiedler See (in ungherese: Oka, in croato: Cokula) è un comune austriaco di 1 766 abitanti nel distretto di Eisenstadt-Umgebung, in Burgenland; ha lo status di comune mercato (Marktgemeinde).